# صموئيل كولينز (طبيب)
صموئيل كولينز (بالإنجليزية: Samuel Collins)‏ (و. 1619 – 1670 م) هو طبيب بريطاني، توفي في باريس، عن عمر يناهز 51 عاماً.

## التعليم
تعلم في كلية جسد المسيح ‏
.